# دوري القصيم
بطولة دوري القصيم، هي الدور الأول لمسابقة اندية الدرجة الثالثة في كرة القدم لأبطال المناطق في السعودية (الدوري السعودي لأندية الدرجة الثالثة)، أقيمت أول بطولة سنة 1963 وكان بطل تلك البطولة هو نادي التعاون وكان يسمى بكأس وزارة العمل والشؤون الاجتماعية، وتقام البطولة من دورين بين أندية منطقة القصيم، ويشرف عليها الاتحاد السعودي لكرة القدم ممثل بمكتب القصيم حيث يتأهل للتصفيات النهائية (دور الـ 32) أبطال المناطق والمكاتب.
في سبتمبر 2014 صدر قرار رئيس الهيئة العامة للرياضة  بنقل ارتباط نادي البكيرية من المكتب الرئيسي لرعاية الشباب بالقصيم في بريدة، إلى مكتب الرئاسة بالرس، ليشارك في بداية موسم 2014–15 في دوري مكتب الرس.

## الأندية

منطقة القصيم

| اسم النادي | المدينة      | الأنشاء |
| ---------- | ------------ | ------- |
| الرائد     | بريدة        | 1954    |
| التعاون    | بريدة        | 1956    |
| العربي     | عنيزة        | 1958    |
| الحزم      | الرس         | 1958    |
| النجمة     | عنيزة        | 1960    |
| التقدم     | المذنب       | 1961    |
| البكيرية   | البكيرية     | 1962    |
| البدائع    | البدائع      | 1965    |
| الخلود     | الرس         | 1970    |
| الجواء     | رياض الخبراء | 1975    |
| الهلالية   | الهلالية     | 1976    |
| الأسياح    | الأسياح      | 1979    |
| الموج      | الخبراء      | 1982    |
| الصقر      | البصر        | 1984    |
| الحصان     | القوارة      | 2014    |

## سجل الأبطال
| - 1963–64: التعاون - 1964–65: الرائد - 1965–66: الرائد - 1966–67: الرائد - 1967–68: الحزم - 1968–69: الرائد - 1969–70: الحزم - 1970–71: الحزم - 1971–72: الحزم - 1972–73: التعاون - 1973–74: الرائد - 1974–75: لم تقم البطولة بسبب إغتيال الملك فيصل وكانت بين الرائد والحزم بعد تعادلهما في الذهاب والإياب. - 1975–76: التعاون - 1976–77: النجمة - 1977–78: التعاون - 1978–79: العربي - 1979–80: الرائد - 1980–81: الحزم - 1981–82: البدائع - 1982–83: النجمة - 1983–84: الرائد - 1984–85: الحزم - 1985–86: العربي | - 1986–87: النجمة - 1987–88: النجمة - 1988–89: الخلود - 1989–90: الأسياح - 1990–91: الحزم - 1991–92: الجواء - 1992–93: البكيرية - 1993–94: البكيرية - 1994–95: الحزم - 1995–96: العربي - 1996–97: التقدم - 1997–98: الحزم - 1998–99: الخلود - 1999–2000: العربي - 2000–01: العربي - 2001–02 العربي - 2002–03: الجواء - 2003–04: التقدم - 2004–05: التقدم - 2005–06: العربي - 2006–07: الخلود - 2007–08: العربي - 2008–09: العربي |

### بطل دوري القصيم (مكتب بريدة)
- 2009–10: التقدم[7]
- 2010–11: الصقر[8]
- 2011–12: البكيرية[9]
- 2012–13: التقدم[10]
- 2013–14: التقدم
- 2014–15: التقدم[11]
- 2015–16: التقدم[12]
- 2016–17: العربي
- 2017–18: العربي
- 2018–19: النجمة
- 2019–20: النجمة

### بطل دوري القصيم (مكتب الرس)
- 2009–10: البدائع
- 2010–11: الخلود[13]
- 2011–12: الجواء[14]
- 2012–13: الخلود
- 2013–14: الجواء[15]
- 2014–15: البكيرية[16]
- 2015–16: البكيرية[16]
- 2016–17: الخلود
- 2017–18: البكيرية[17]
- 2018–19: الجواء
- 2019–20: الزلفي[18]

## وصلات خارجية
- الاتحاد السعودي لكرة القدم